# 후루룩국수
후루룩 국수는 농심에서 2008년 12월에 출시한 잔치국수의 본연의 맛을 살린 국수이다. "후루룩"이란 말은 후루룩, 후루룩 국수 먹는 소리에서 따왔다고 한다. 세부품목으로는 후루룩국수, 후루룩칼국수가 있다.

## 사진

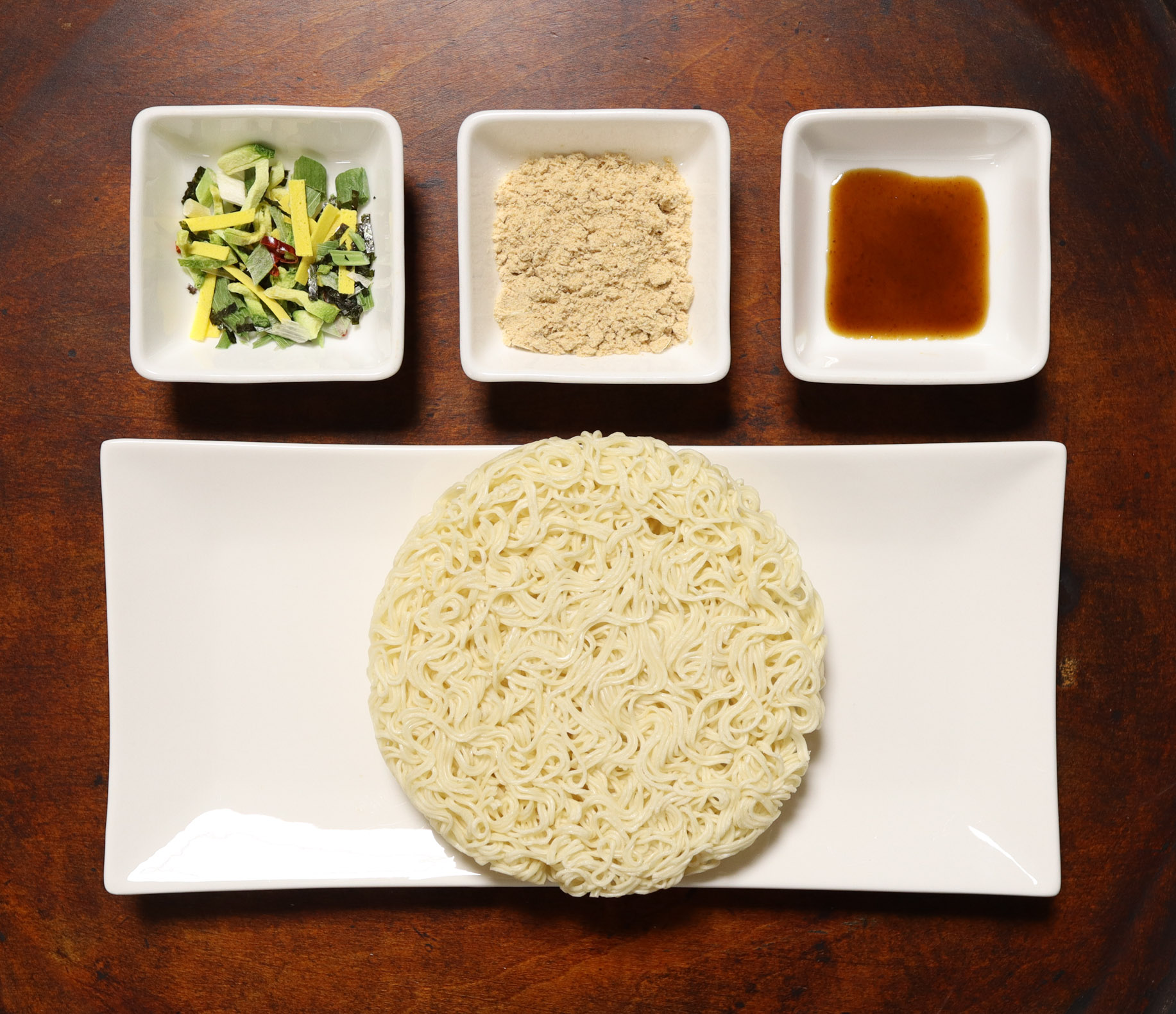
후루룩 국수 재료
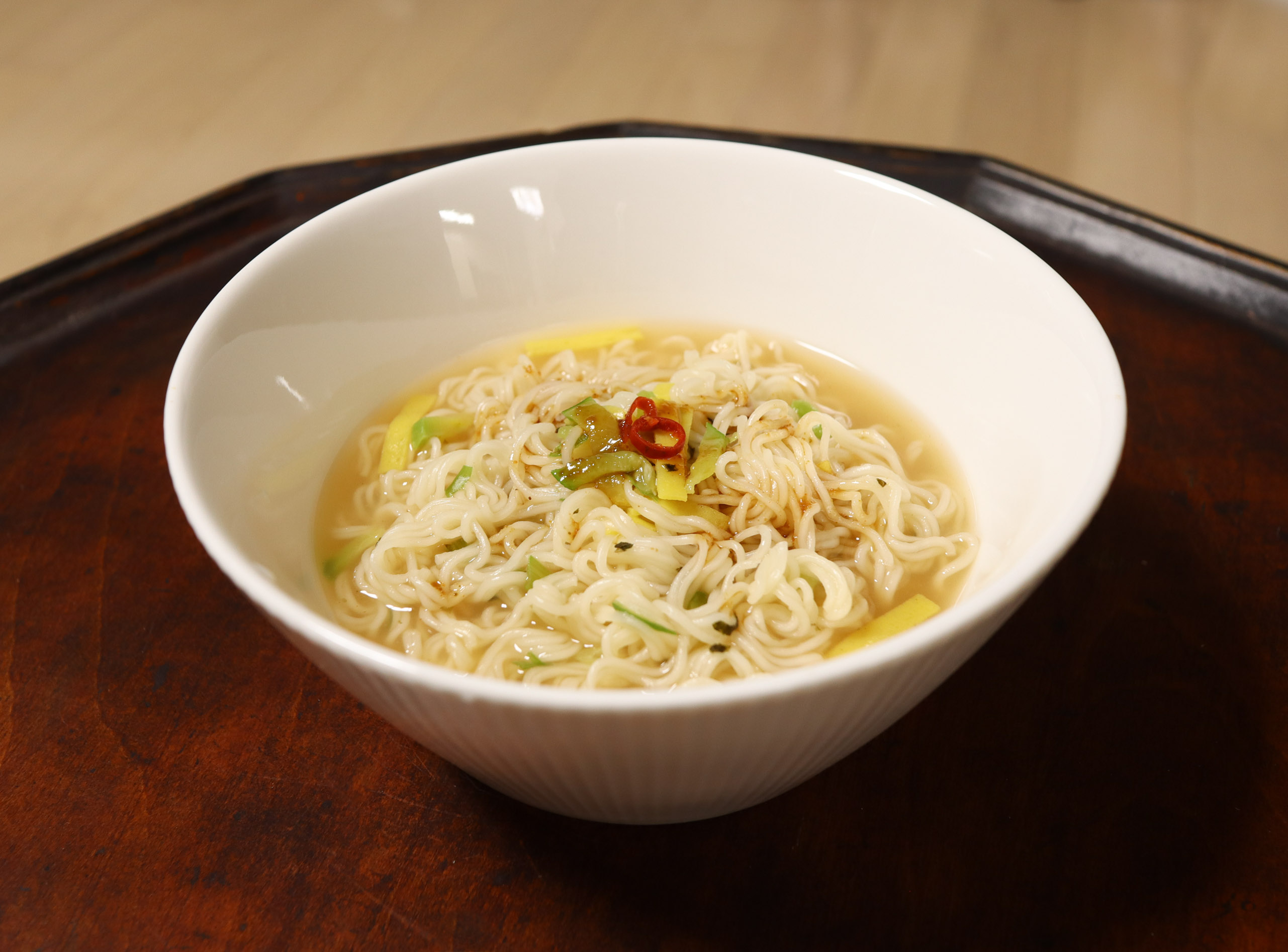
후루룩 국수
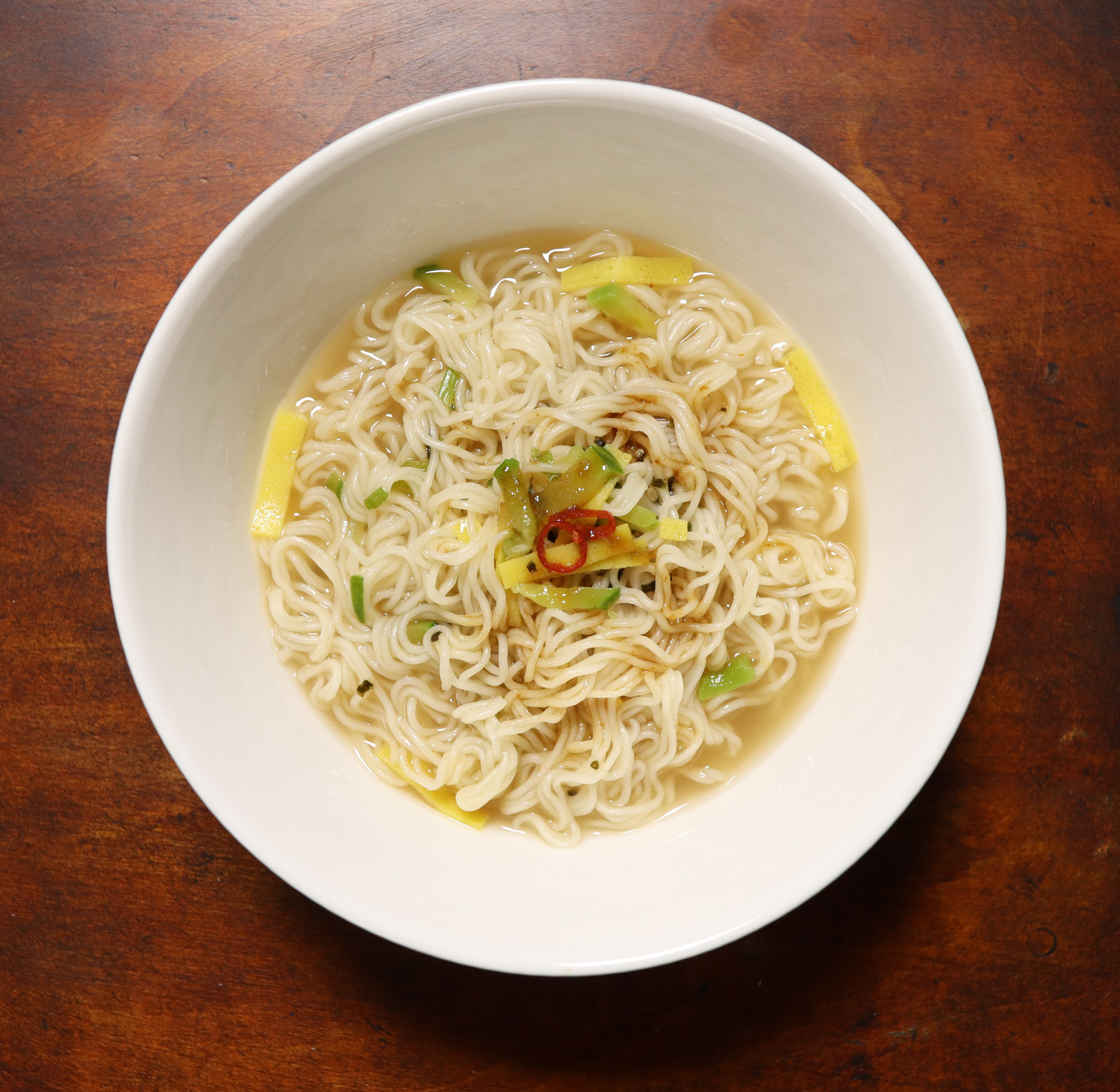
후루룩 국수

## 같이 보기
- 후루룩칼국수